# Agrotis subalpina
Agrotis subalpina là một loài bướm đêm trong họ Noctuidae.